# The Tolkien Society
La Tolkien Society è un'associazione letteraria senza fini di lucro dedicata alla vita e alle opere dello scrittore inglese John Ronald Reuel Tolkien.
Il suo scopo dichiarato è:
Fondata nel 1969 (precisamente acquisisce nome e statuto il 20 gennaio 1970), la Tolkien Society ha base in Gran Bretagna, ma ha membri in tutto il mondo: è infatti la società tolkieniana più importante, oltre che la più antica; essa lavora con altre associazioni letterarie che hanno interesse per le opere di Tolkien. La società pubblica un bollettino regolare chiamato Amon Hen, con articoli e occasionalmente testi e immagini ispirate all'autore; inoltre ogni anno viene pubblicata una versione più estesa, chiamata Mallorn.
Su modello della Tolkien Society sono nate in diversi paesi altre società tolkieniane: in Italia nacquero nel 1994, sotto il suo patrocinio, la Società Tolkieniana Italiana e nel 2014 l'Associazione Italiana Studi Tolkieniani.